# Galaxy Evolution Explorer
Galaxy Evolution Explorer (GALEX ou Explorer 83) est un petit télescope spatial destiné à l'observation de galaxies dans le rayonnement ultraviolet. Il est lancé le 28 avril 2003 par un lanceur Pegasus depuis la base de lancement de Cap Canaveral sur une orbite quasi circulaire à une altitude d'environ 697 kilomètres. Sa mission s'achève le 30 juin 2013. GALEX fait partie du programme Small Explorer (SMEX) de la NASA qui regroupe des missions de satellites scientifiques dont le budget n'excède pas 120 millions de dollars américains. 

## Objectifs
GALEX étudie la formation des étoiles et des galaxies sur les 10 derniers milliards d'années. GALEX doit mesurer la distance qui nous sépare de ces galaxies et à quelle vitesse de nouvelles étoiles se forment dans celles-ci. Cette dernière caractéristique peut être évaluée en mesurant son éclat dans l'ultraviolet.

## Caractéristiques techniques
GALEX est un petit satellite de 280 kg, long de 2 mètres et avec une envergure de 2,8 mètres une fois ses panneaux solaires déployés. GALEX utilise un télescope Ritchey-Chrétien de 50 cm de diamètre avec 1,2° de champ. Le satellite est équipé de deux détecteurs ultraviolets : l'un fonctionne dans le domaine de l'ultraviolet proche (175  à   280 nm) et l'autre dans l'ultraviolet lointain (135  à   174 nm). Durant sa mission nominale de 29 mois, GALEX réalise des observations dans le domaine de l'ultraviolet pour étudier la formation des étoiles.

## Déroulement de la mission
La mission est prolongée une première fois en 2005. Elle doit s'achever en 2012 mais l'utilisation du télescope ciblée sur la Voie lactée et non plus sur les galaxies lointaines semblant prometteuse. Celui-ci est alors loué par la NASA ainsi qu'à différentes universités pour prolonger sa mission, ce qui en constitue une première du point de vue économique. 
Le 28 juin 2013, la NASA met fin à la mission qui dure près de 10 ans au lieu des 29 mois prévu à l'origine. Le satellite doit rester en orbite environ 65 ans avant d'être détruit au moment de sa rentrée atmosphérique due à la dégradation progressive de son altitude.

## Résultats
GALEX est connu pour avoir découvert la longue queue de l'étoile Mira.

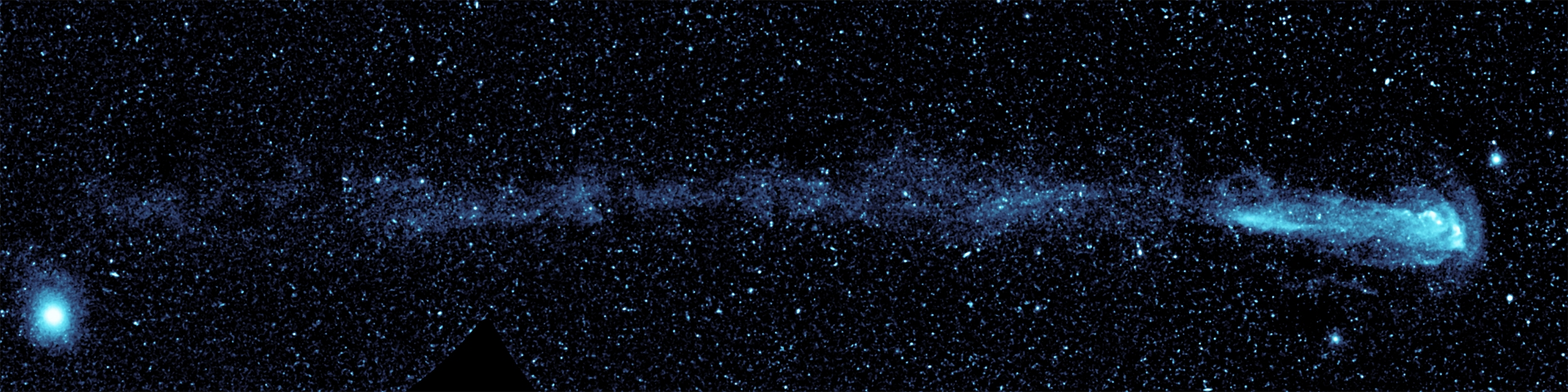
La queue de l'étoile Mira A

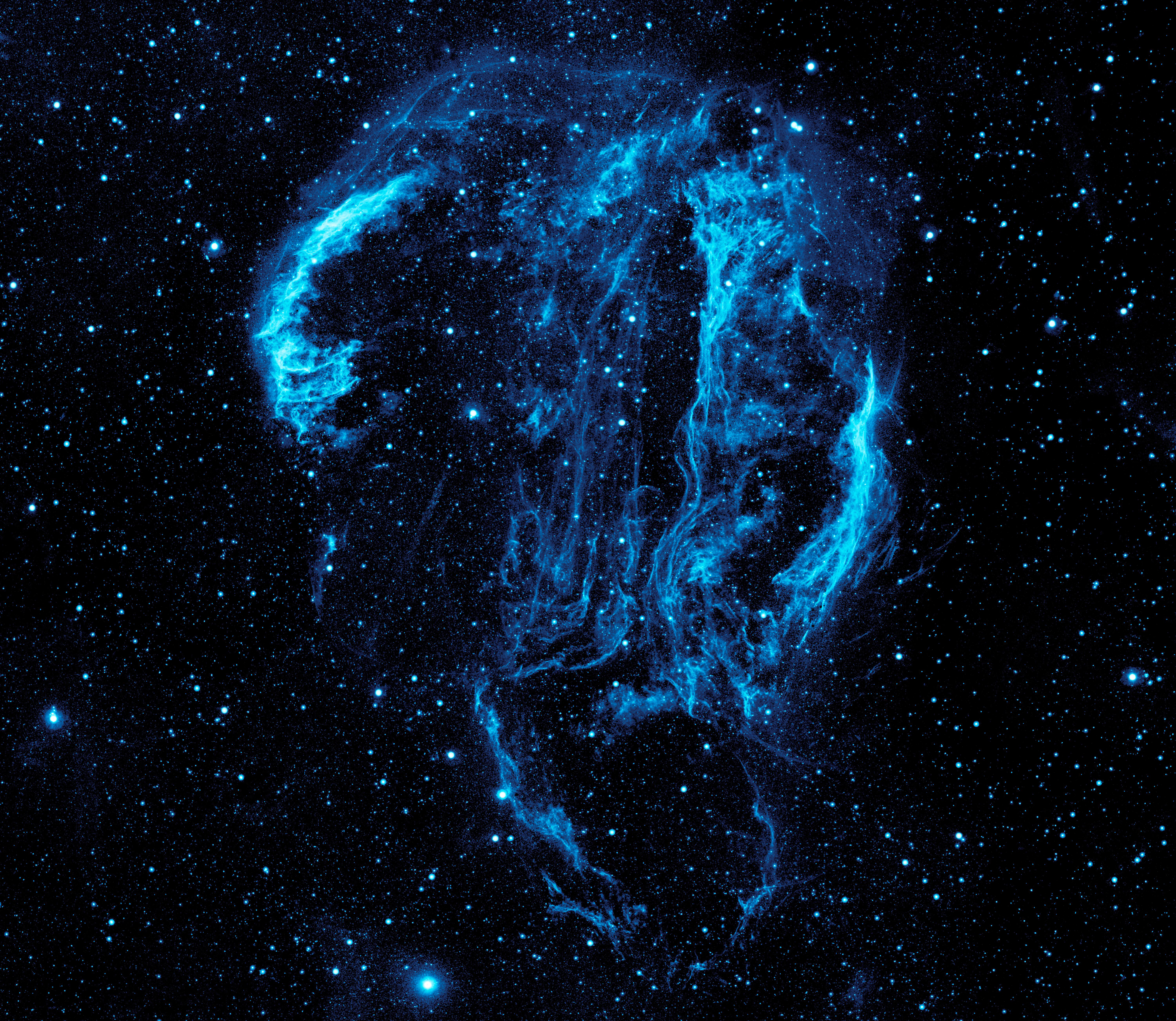
La Boucle du Cygne, un rémanent de supernova.
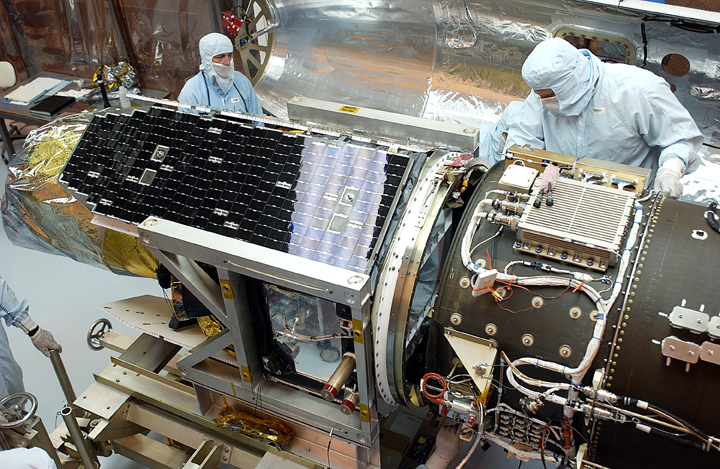
Le télescope GALEX monté sur son lanceur Pegasus.